# Уличные войны
«Уличные войны» (англ. In the Line of Duty: Street War) — телевизионный фильм снятый для канала NBC, из серии фильмов In the Line of Duty. Другое название «Город в огне». Фильм основан на реальных событиях. Сценарий фильма написан на основе книги Марка Кригеля Living Large.

## Сюжет
Роберт Дэйтон и Рэймонд Уильямсон дружили с детства и выросли в неблагополучном районе Бруклина. Став полицейскими, они оказались напарниками, и во время уличного рейда выходят на нарколабораторию и дельца по прозвищу Джастис Батлер. Он содержит подпольное производство крэка, хотя не особенно скрывает криминальный бизнес, утверждая, что даёт работу и товар тем, кто в нём нуждается.
При попытке задержать накроторговца один из полицейских гибнет. Выживший напарник отстранён от дела. Расследование переходит в руки детективов Дэна Рэли и Виктора Томасино (от их лица и рассказывается история). Они уже давно охотятся за наркобароном и имеют свои счёты с преступником. Ситуация осложняется тем, что он безжалостно убивает свидетелей и агентов полиции.

## В ролях
- Рэй Шарки — детектив Виктор Томасино
- Питер Бойл — детектив Дэн Рейлли
- Кортни Б. Вэнс — Justice Butler
- Майкл Ботмэн — Роберт Дэйтон
- Моррис Честнат — Принс Фрэнклин
- Лори Моррисон — Синтия
- Марио Ван Пиблз — Рэймонд Уильямсон
- Мерлин Сантана
- Кенни Леон — Рахим